# Ruellia neesiana
Tránh nhầm lẫn với loài Song biến Nees cũng có danh pháp khoa học hai phần đồng nghĩa cũng là Ruellia neesiana chỉ khác phần tên tác giả.
Ruellia neesiana là một loài thực vật có hoa trong họ Ô rô, có ở Brasil.
Loài này được Carl Friedrich Philipp von Martius mô tả mô tả khoa học đầu tiên năm 1847 dưới danh pháp Dipteracanthus neesianus tại trang 37 quyển 9 sách Flora Brasiliensis, enumeratio... của ông (Fl. Bras. (Martius)). Ông cũng ghi chú rằng nó là đồng nhất với Neowedia neesiana Mart. và Ruellia pilosa Vell., 1829.
Năm 1895, Gustav Lindau tại trang 305 quyển 4 phần 3b sách Naturlichen Pflanzenfamilien của A. Engler & K. Pranttl (Nat. Pflanzenfam. [Engler & Pranttl]) thiết lập Ruellieae có ở Brasil và định nghĩa lại chi Ruellia để bao gồm cả Dipteracanthus như là một tổ (sectio) trong chi này. Tại trang 310 sách này ông thiết lập danh pháp Ruellia neesiana (Mart.) Lindau, 1895 như TPL ghi nhận.
Như thế, Ruellia neesiana (Mart.) Lindau, 1895 là loài khác biệt hoàn toàn với Ruellia neesiana Wall., 1830.